# Arytinnis occidentalis
Arytinnis occidentalis är en insektsart som beskrevs av Percy 2003. Arytinnis occidentalis ingår i släktet Arytinnis och familjen rundbladloppor. Inga underarter finns listade i Catalogue of Life.